# 日産・デュアリス
デュアリス（DUALIS）は、日産自動車がかつて販売していたコンパクトサイズのSUVである。

## 概要
日産が欧州を中心とした日本国外で販売するコンパクトSUV「キャシュカイ（QASHQAI）」の初代モデルにあたり、日本およびオーストラリアでは「デュアリス」の名称で販売された。車台を共有しているエクストレイルはオフロードやアウトドアアクティビティ、デュアリスは都市やパワードスーツをイメージした訴求方法を採り、棲み分けを図っている。
プラットフォームは、セントラや、エクストレイル、ルノーサムスン・QM5などで使用されているCプラットフォームが採用された。
日本向けのエンジンは中・低回転域のトルクを重視した2.0 LのMR20DE型のみ。トランスミッションはエクストロニックCVT（6速マニュアルモード付き）が組み合わされ、FFと4WDが設定される。4WDはエクストレイル（初代T30型）と同じオールモード4X4を採用する。
フロントストラット式、リアマルチリンク式のサスペンションには、日本車としては初めて、減衰力特性に優れたザックス社製ハイスピードコントロールショックアブソーバーが組み合わされている。
エクステリアデザインは、英国の日産デザインヨーロッパ（NDE）および日産テクニカルセンターヨーロッパ（NTCE）が手がけた。チーフデザイナーは3代目（P12型）プリメーラなどを手掛けたステファン・シュワルツ。日産車としては初めて、CFD（Computatinal Fluid Dynamics）解析をクレイモデルができあがる前の段階で導入したことで、Cd値をSUVとしてはトップレベルとなる0.35とした。また、カーウイングスナビゲーションシステムとセットオプションのオプションのサイドブラインドモニター装着により、サイドアンダーミラーが装着されなくなる。
なお、当初はフロントグリルに日産のSUVに共通する、縦に2本ラインの入ったものが採用されていたが、2009年9月の一部改良によりフロントグリルにはキャシュカイ+2と共通デザインのものに変更。2010年8月のマイナーチェンジでセンターにV字のメッキを配列した日産SUVの共通デザインに再度変更された。
インテリアについては、リアの居住スペースは同社のSUVであるエクストレイルよりは若干劣るものの、室内長、後席スペース、ヘッドクリアランスはホンダ・CR-Vやトヨタ・RAV4と同等とした。また、一部グレードには標準装備される大型のガラスルーフは2007年4月現在でSUVとしては最大、量産車としても3番目に大きい開口部面積を誇る。

## 販売

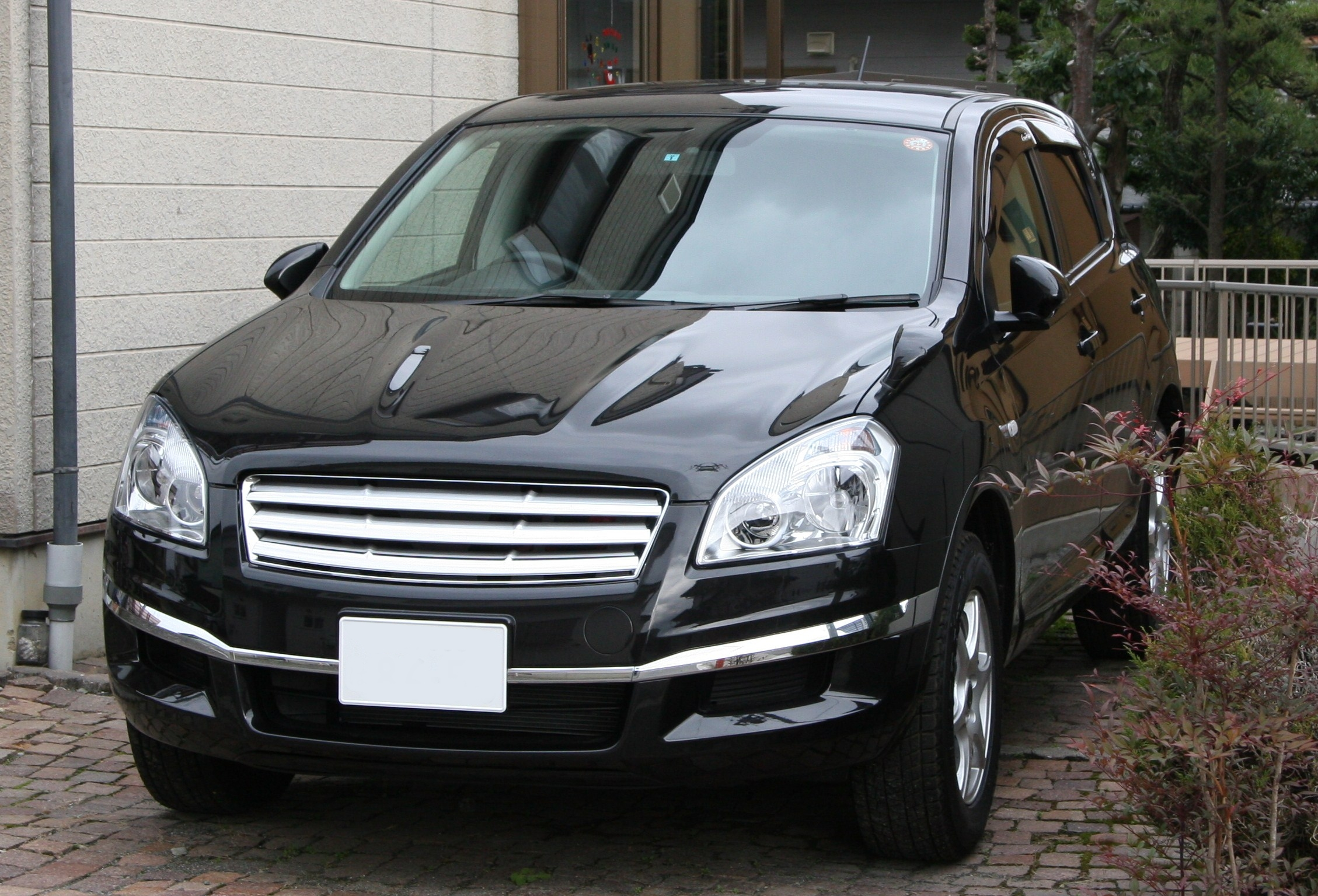
クロスライダー

発売当初は日本仕様車も英国からの輸入販売であったが、ポンドならびにユーロ高の影響、並びに欧州市場の好調によるサンダーランド工場における生産稼動率の向上に伴う日本国内への納入が遅れることを避ける（=日本国内における早期納車を実現させる）という2つの理由で、日本国内販売分に関しては2007年12月から日産九州工場（2011年10月以降は日産自動車九州）での生産に移管された。これに伴い、国産車として改めて型式指定を受けており、自動車検査証での車名は「ニッサンUK(725)」から「ニッサン(213)」に変更され、型式に「K」が付けられた（FF：KJ10、4WD：KNJ10）。
また、2008年9月からはオーテックジャパン扱いの特装車であり、同時にカスタマイズカーの新シリーズとなる「クロスライダー (Cross Rider) 」が販売されている。「20S」および「20S FOUR」をベースに専用デザインのエクステリア（フロントグリル、17インチアルミホイール、前後バンパー、FUJITSUBO製センター出しマフラーなど）ならびにインテリア（アルカンターラ/トリコットシートなど）を装備している。2010年8月のマイナーチェンジでベース車の仕様変更に加え、足まわりを専用18インチアルミロードホイールと専用タイヤ（215/55R18）に変更し、フルオートエアコンやキセノンヘッドランプを全車標準装備し機能面も向上された。
3代目エクストレイルへの統合により、日本では1代限りでモデル廃止となったため、2代目以降のキャシュカイは日本市場には導入されていない。オーストラリア仕様車についても、2代目以降は欧州と同じ「キャシュカイ」の名称に統一された。

### 特別仕様車
アーバンフレア
2008年5月から11月末まで販売。ベース車は「20G」および「20G FOUR」。ブラック・カカオの2トーン内装色にオレンジ・ブラウンの2トーンシートカラーが設定された。
アーバンブラウンレザー
2008年12月に発売。欧州仕様車に設定されるブラウンの本革シートおよび本革調ドア・アームレストを装備し、内装色はブラック・カカオの2トーンが設定された。また、前席ヒーター付シート、運転席ランバーサポートなどが採用された。
アーバンブラックレザー
2010年1月に発売。ベース車は「20G」および「20G FOUR」。欧州仕様車に設定されるブラックの本革シートおよび本革調ドア・アームレストを装備し、加えて欧州仕様車に2009年より用意されるグレード「n-テック」にも装備される18インチアルミホイールを装備しているほか、運転席・助手席ヒーター付シート、運転席ランバーサポート、助手席シートアンダートレイ、VDCを標準装備し、快適性や安全性を高めている。
アーバンブラックレザーII
2011年6月に発売。ベース車は「20G」及び「20G FOUR」。前述の「アーバンブラックレザー」の第2弾となるモデルで、特別装備内容は「アーバンブラックレザー」と同様だが、ボディカラーは特別設定色のブリリアントホワイトパール3コートパール、ブリリアントシルバーメタリック、スーパーブラックの3色とラインナップが一新されている。

## 年表

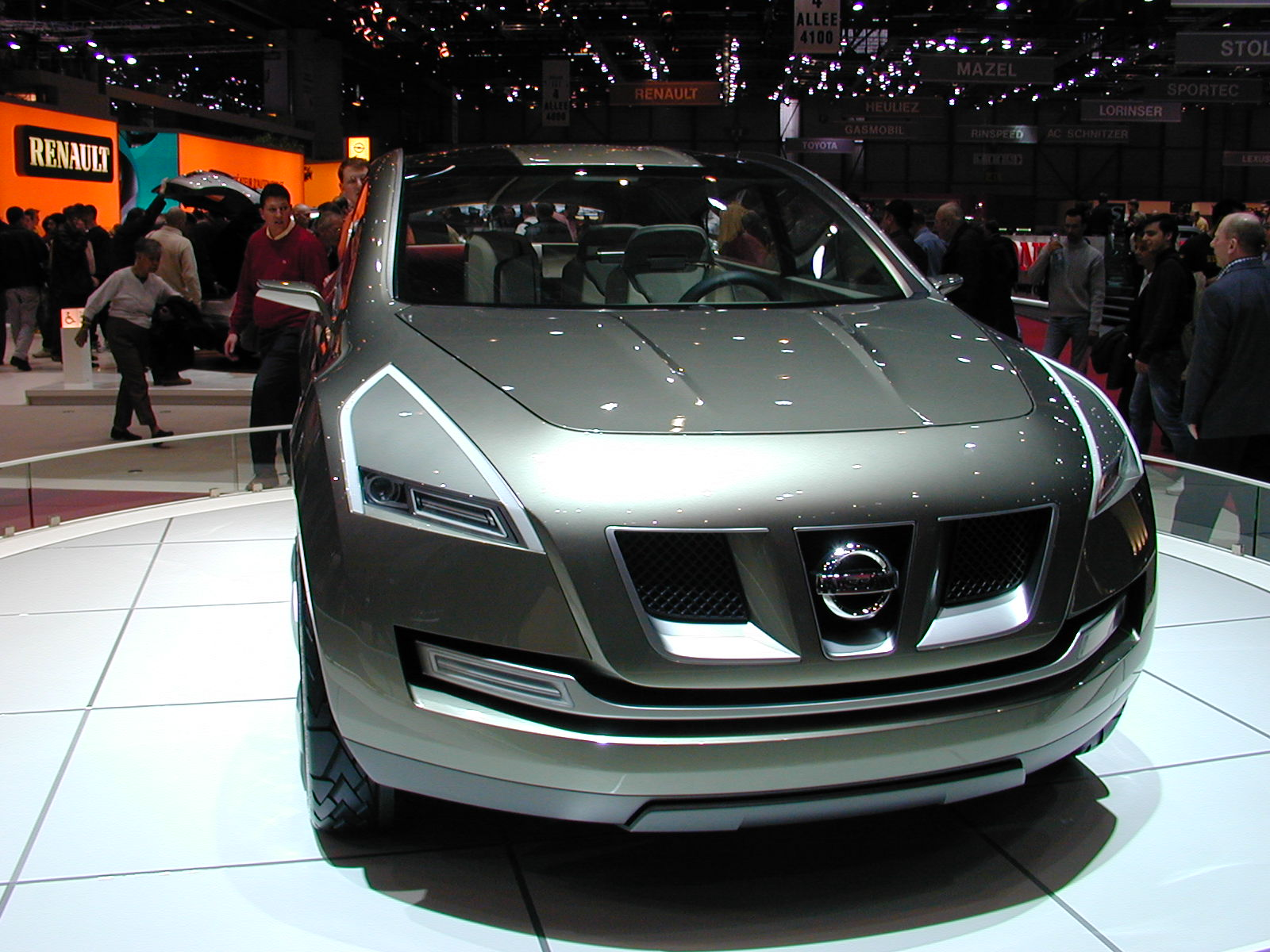
キャシュカイ コンセプトモデル

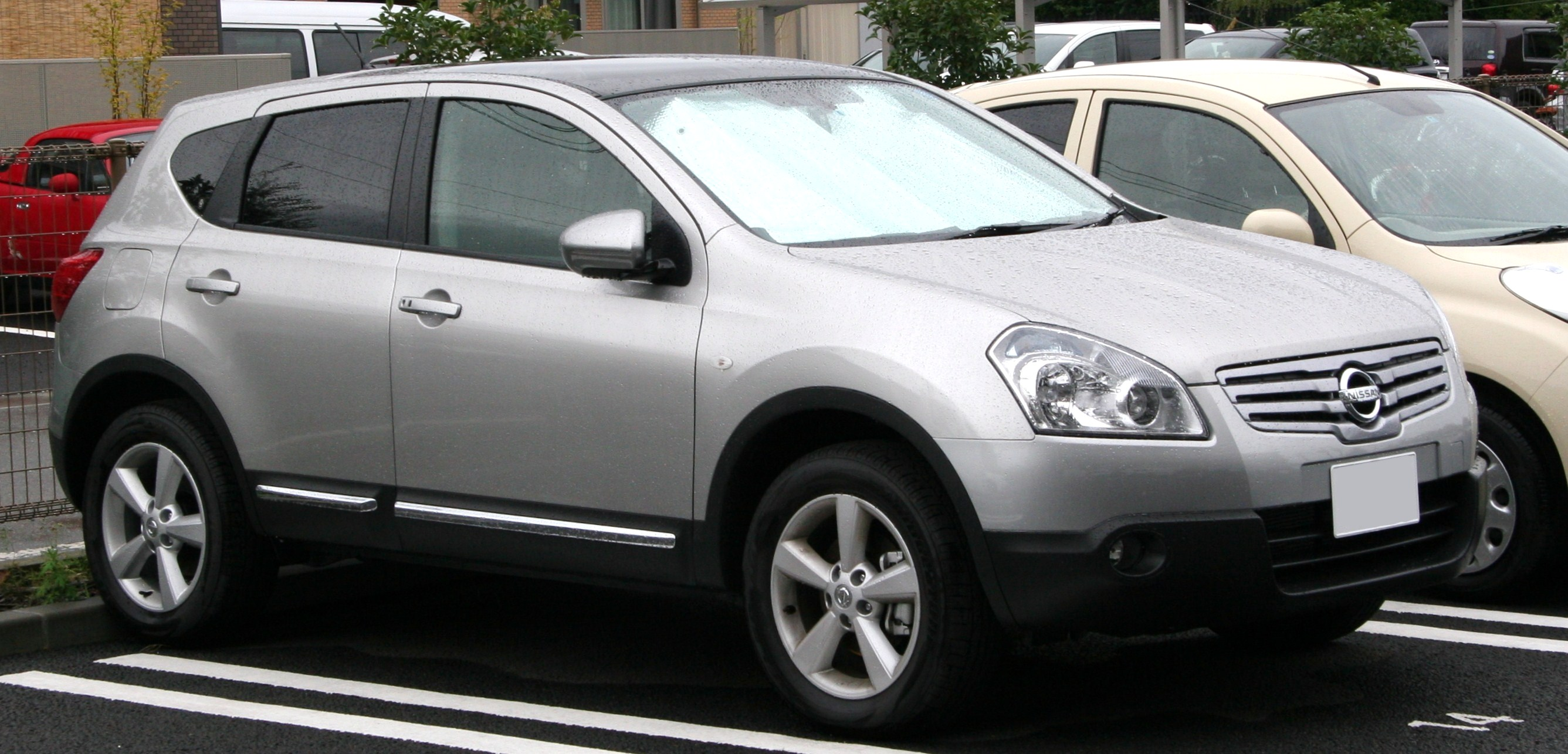
中期型20G（2009年9月-2010年8月）

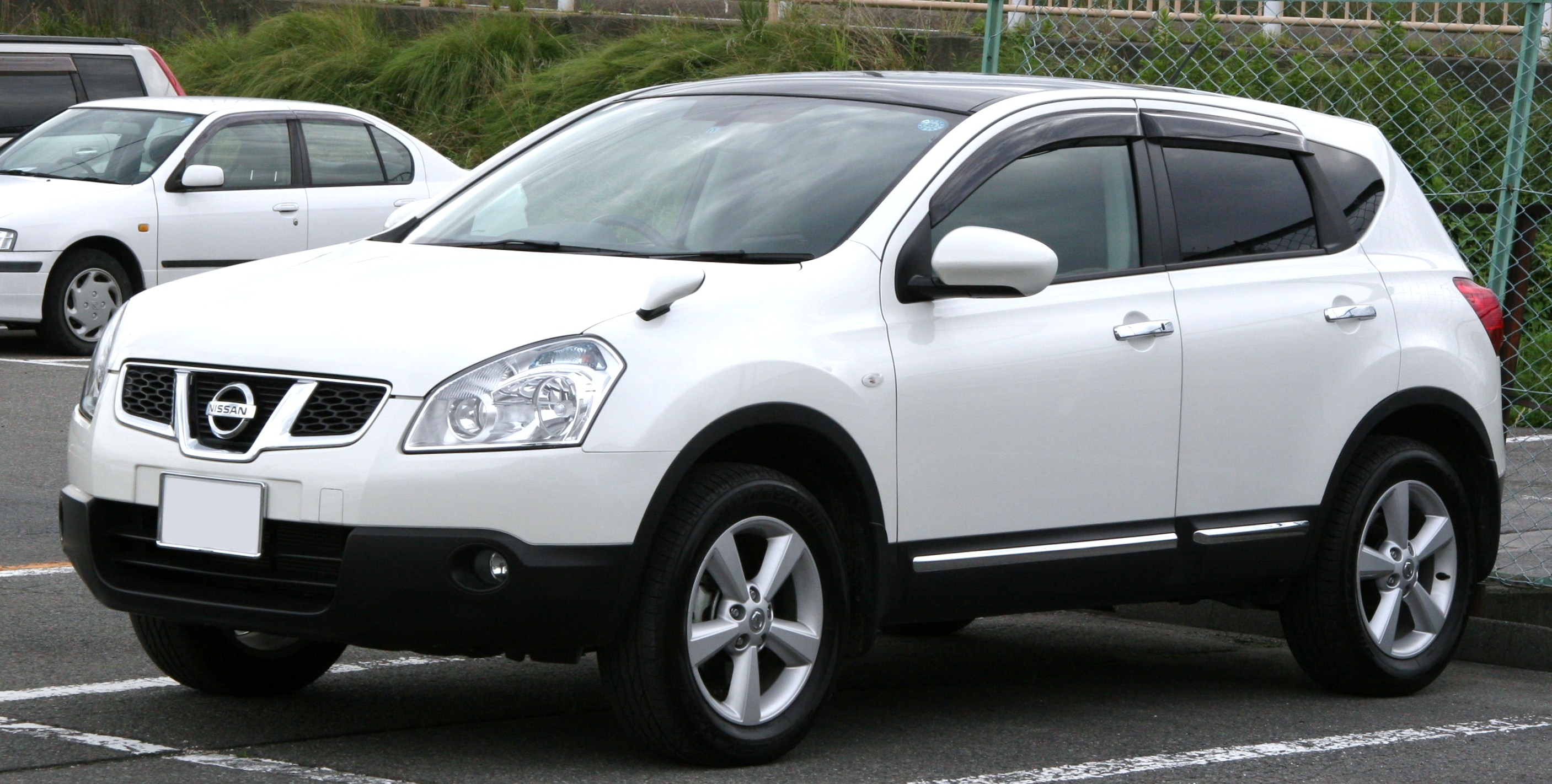
後期型20G（2010年8月-2014年3月）

- 2004年3月2日 - ジュネーブモーターショーに「キャシュカイ」コンセプトモデルを出展。
- 2006年
  - 9月6日 -「キャシュカイ」市販モデルが発表。
  - 12月5日 - 英国サンダーランド工場で生産開始。
  - 12月12日 - 神奈川県厚木市の新デザインセンターの公開にあわせて「デュアリス」を日本初公開。
- 2007年
  - 5月23日 - 日本で販売開始。目標月間販売台数は2000台と発表されている。グレードは「20G」「20S」の2種類が用意され、20Gには標準でガラスルーフが装着される。なお、「20S」には16インチホイールカバーが、「20G」には17インチアルミホイールが装着される。
  - 6月 - 販売好調のため、英国日産サンダーランド工場に240万ポンドの追加投資が行われ[5]、生産台数を20%増強[6]。
  - 12月 - 日本向け車両の生産を九州工場に移管[7]。
- 2008年
  - 5月28日 - 特別仕様車「アーバンフレア」が発売。
  - 9月29日 - カスタマイズカー「クロスライダー」が発売。
  - 12月22日 - 特別仕様車「アーバンブラウンレザー」が発売。同時に仕様向上を実施し、SRSカーテンエアバッグ、運転席・助手席SRSサイドエアバッグなどが標準装備化された。
- 2009年
  - 9月8日 - 一部改良。フロントグリルデザインを変更し、サイドクロームメッキモールとフロントフォグランプを標準装備。また、「20G FOUR」が「平成22年度燃費基準+25%」を達成した為、環境対応車普及促進税制に適合[注釈 3]。
- 2010年
  - 1月7日 - 特別仕様車「アーバンブラックレザー」が発売。
  - 8月27日 - マイナーチェンジ。フロントグリルデザインを変更し、ボディカラーを全色入替。メーターを大径メーターに変更し、新たに瞬間燃費・渡航可能距離・メンテナンス情報などを表示する「車両情報ディスプレイ」を新設。スムーズ発進アシスト機能やECOモード機能などのエコドライブ支援機能を装備。また、2WD車はエンジンやエクストロニックCVTの制御変更を行い、燃費向上。「平成22年度燃費基準+15%」を達成し、環境対応車普及促進税制に適合。また、「20S FOUR」を廃止し、3グレードに整理。
- 2011年
  - 6月21日 - 特別仕様車「アーバンブラックレザーⅡ」が発売。
- 2013年12月11日 - エクストレイルのフルモデルチェンジによるラインナップの統合に伴い、日本国内向けの生産を終了。当面は在庫分のみの販売となる。
- 2014年3月31日 - 在庫完売に従い販売を終了。

## 車名の由来
- 「DUALIS」はラテン語で「2元の - 」あるいは「2つの性質をもつ」という意味。また、英語の「DUAL」からの造語で、乗る人にONとOFFのデュアルライフでの充実を提供したいという意味も込められている。